# Gmina Leichhardt
Gmina Leichhardt (Municipality of Leichhardt) – jeden z 38 samorządów lokalnych wchodzących w skład aglomeracji Sydney, największego zespołu miejskiego Australii. Leży na zachód od ścisłego centrum Sydney. Zajmuje powierzchnię 11 km² i jest zamieszkiwana przez 48 776 osób (2006). Tradycyjnie uchodzi za główny ośrodek społeczności włoskiej w Sydney. Nazwa gminy pochodzi od nazwiska Ludwiga Leichhardta, niemieckiego podróżnika i przyrodnika zasłużonego dla eksploracji australijskiego interioru.
Rada gminy składa się z dwunastu członków wybieranych w czterech trójmandatowych okręgach wyborczych, z zastosowaniem ordynacji proporcjonalnej. Wyłaniają oni spośród siebie burmistrza i jego zastępcę, którzy kierują egzekutywą.

## Geograficzny podział Leichhardt
- Annandale
- Balmain
- Balmain East
- Birchgrove
- Birkenhead Point
- Goat Island
- Leichhardt
- Lilyfield
- Rozelle

## Galeria

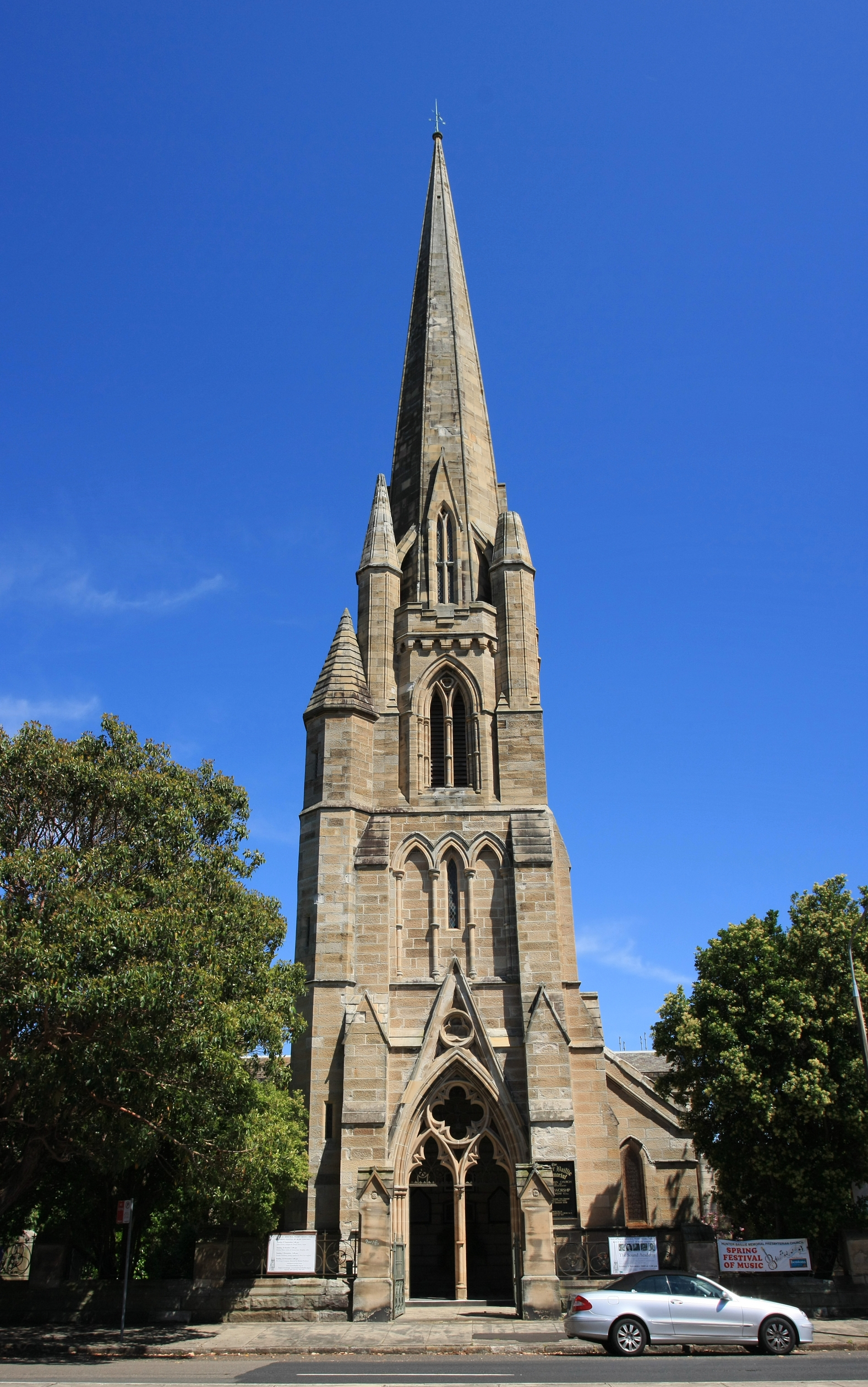
Kościół prezbiteriański
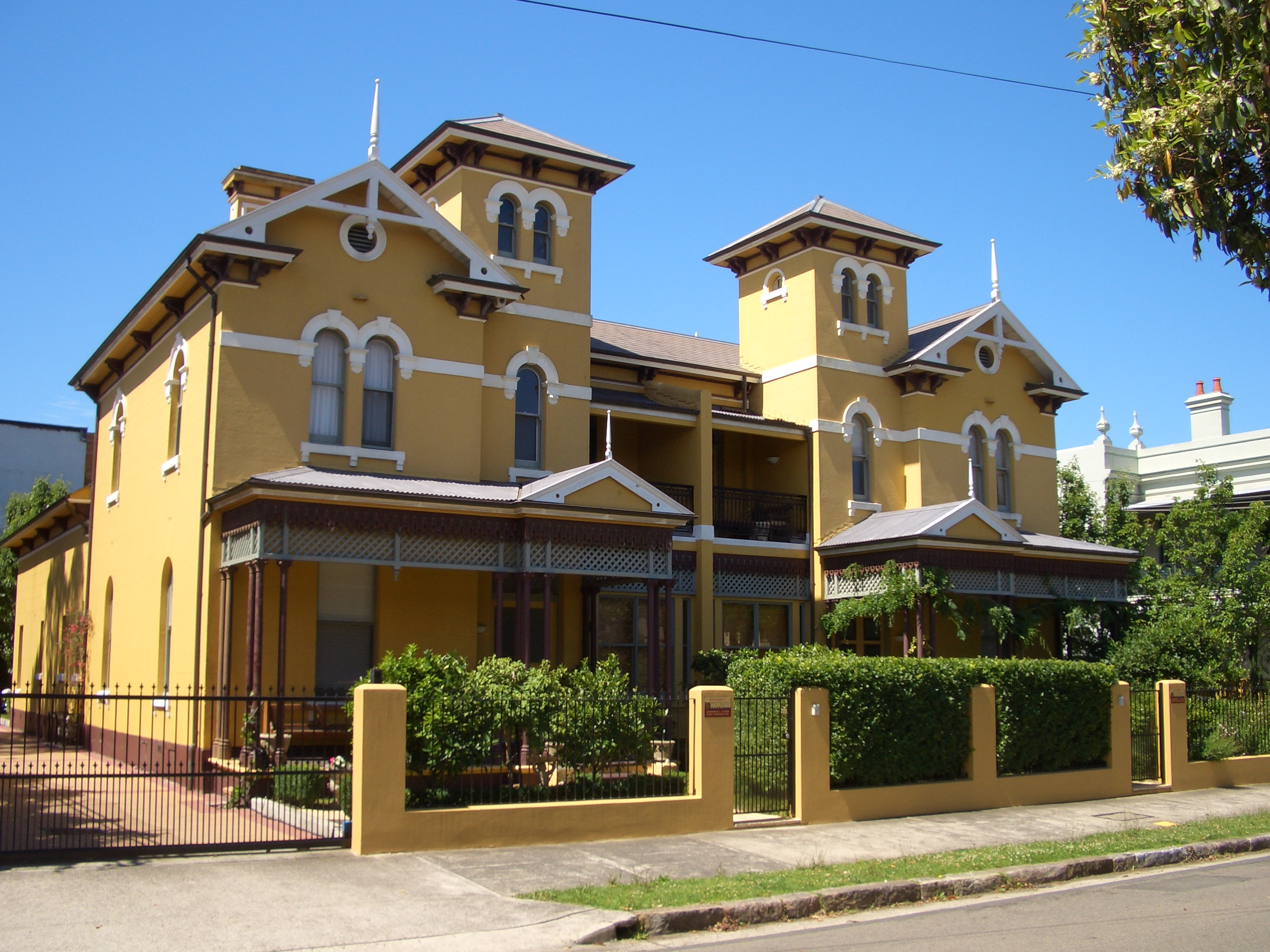
Willa z lat 90. XIX wieku
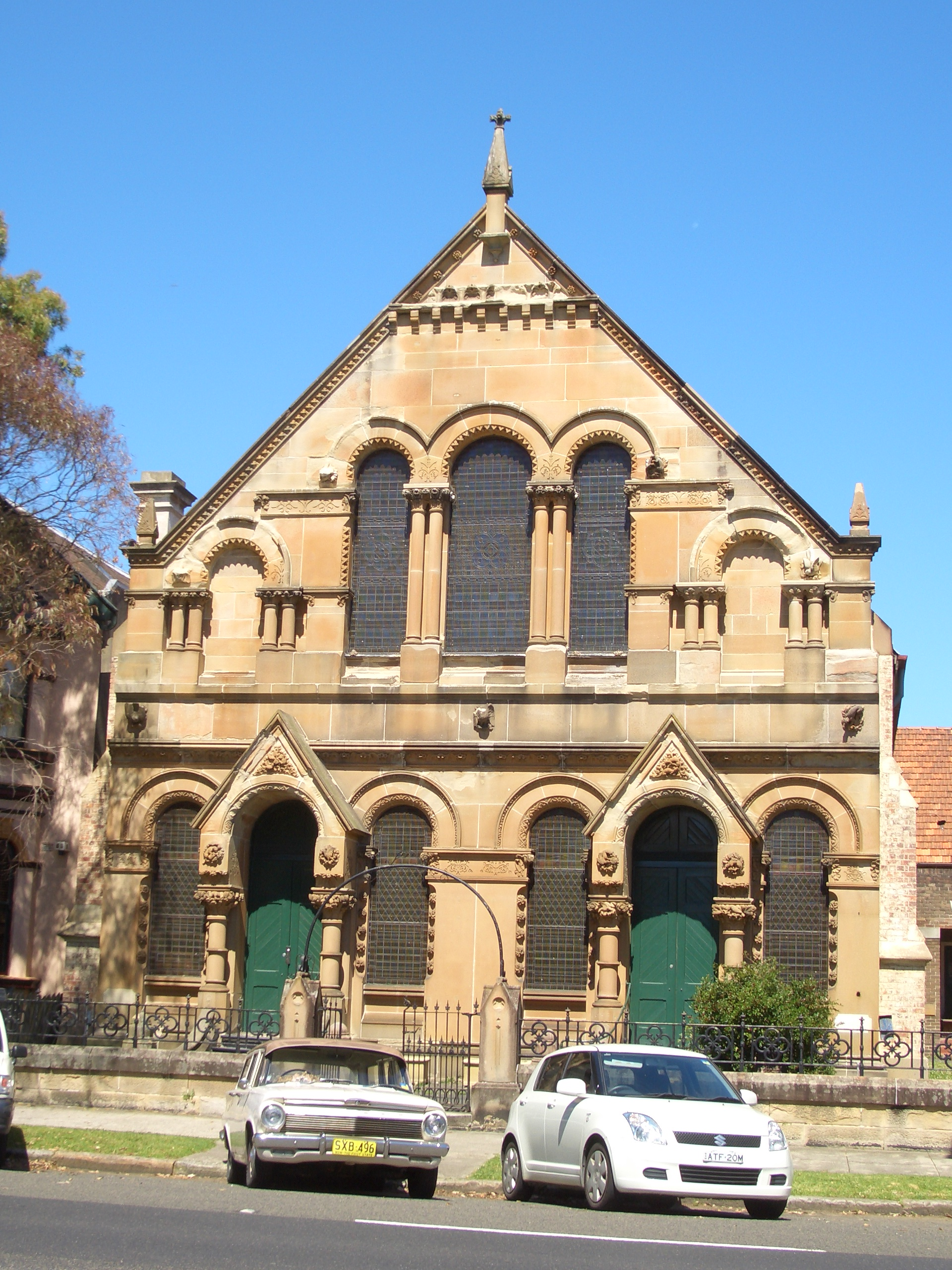
Świątynia Kościoła Jednoczącego